# Astragalus greuteri
Astragalus greuteri es una especie de planta del género Astragalus, de la familia de las leguminosas, orden Fabales.

## Distribución
Astragalus greuteri se distribuye por Córcega.

## Taxonomía
Fue descrita científicamente por Bacchetta & Brullo. Fue publicada en Willdenowia 36: 162 (2006).